# Prorrata
Prorrata —del latín pro rata parte— es la cuota o porción que debe pagar, o toca recibir, a cada uno de los participantes en un reparto, no igualitario, sino relativo, que está sujeto a determinados cálculos, referentes o reglas proporcionales, con las cuales se alcanza justicia distributiva.

## En economía
En el ámbito económico, prorrata es la parte o cuota que a un miembro de una colectividad patrimonial o productiva corresponde percibir de una ganancia, o pagar, si se trata de pérdida, referenciada o en relación con su participación o responsabilidad económica en el negocio o asunto de que deriva la ganancia o pérdida. Es, en definitiva, la cuota o parte proporcional que percibe cada uno en la distribución de un todo realizado por varios, una vez determinada la cuenta activa y pasiva de cada uno de ellos. 
El reparto a prorrata se utiliza como método para determinar la responsabilidad de cada deudor mancomunado (cuando la deuda no se encuentra dividida en partes iguales), para la distribución del haber hereditario entre los legatarios una vez respetadas las disposiciones del testador, y para la distribución de los bienes del insolvente o quebrado ante supuestos de créditos con igual grado de preferencia.

## En materia salarial
En el marco del derecho laboral que comprende el pago de salarios, pagas extras o cotizaciones a la Seguridad Social, se apoya en disposiciones legales que establecen las reglas de cálculo de prorratas para determinar la parte proporcional de pagas extra anticipadas junto con el pago de salarios, o para el cálculo de bases de cotización a la Seguridad Social.